# Marco Anneo Séneca
Marco Anneo Séneca (en latín Marcus Annaeus Seneca), también conocido como Séneca padre (su hijo Séneca le superó en fama), Séneca el Orador, Séneca el Retórico o Séneca el Viejo (Corduba, 54 a. C.-39) fue un orador romano y escritor, nacido en una familia influyente del orden ecuestre.

## Biografía
Su praenomen es desconocido, aunque se acepta la conjetura de Rafael de Volterra de llamarlo Marco. Durante una larga estancia en Roma, Séneca el Viejo acudió a las lecturas de oradores y retóricos famosos, mientras se preparaba para una carrera como abogado. Su orador ideal fue Cicerón, desaprobando la costumbre de su época por las florituras oratorias.
Durante la guerra civil romana permaneció en Córdoba, lo que le privó de escuchar los discursos de Cicerón, siendo probable que sus simpatías, al igual que ocurrió con otros muchos cordobeses, estuviesen con Pompeyo. 
Tuvo tres hijos con su esposa Helvia de Córdoba, una mujer de vetusta familia y con ciertas inquietudes intelectuales: Lucio Anneo Novato, adoptado por un amigo, el orador Junio Galión, por lo que posteriormente cambió su nombre a Lucio Junio Galión; Lucio Anneo Séneca (el filósofo) y Marco Anneo Mela, quien tuvo con su esposa Acilia al famoso poeta Marco Anneo Lucano. 
Puesto que falleció antes del exilio de su hijo, decretado por Claudio en el año 41, y siendo las últimas referencias en sus escritos inmediatamente posteriores a la muerte de Tiberio, se estima que murió en el año 39 de nuestra era.

## Obras
A una edad avanzada, a petición de sus hijos, preparó, de memoria, una colección de distintos temas escolares y su tratamiento por oradores griegos y romanos. Estos se presentaron en diez libros de controversias (casos legales imaginarios), en los que se discuten setenta y cuatro casos, dándose las opiniones de los retóricos sobre cada caso desde distintos puntos de vista, su división en distintas preguntas simples (divisio) y, finalmente, los mecanismos para hacer aparecer lo negro como blanco y las circunstancias atenuantes (colores).
Cada libro tenía un prefacio como introducción, en el cual las características de los retóricos individuales eran discutidas de una manera animada. El trabajo está inconcluso, pero las partes en blanco pueden ser llenadas de cierta forma con la ayuda de los epítomes realizados en los siglos IV y V para el uso de las escuelas. Elementos románticos fueron utilizados en la colección de anécdotas y cuentos llamada Gesta Romanorum. En los libros I, II, VII, IX y X se tiene tanto el original como el epítome. En los restantes únicamente se dispone de los epítomes. Incluso con la ayuda de los mismos, sólo siete prefacios están disponibles.
Las Controversiae estaban complementadas por las Suasoriae (ejercicios de oratoria), en las que se discutía sobre las cosas que se habría de hacer o no. La totalidad de la obra forma el estudio más importante sobre la historia de la oratoria moderna.
Séneca también fue el autor de un trabajo histórico sobre la historia de Roma, desde el inicio de la guerra civil hasta casi su propia muerte, que fue publicado por su hijo. Del mismo se conoce parte por la obra de Lucio Anneo Séneca De vita patris, cuyo inicio fue descubierto por Barthold Georg Niebuhr. La autoría de los trabajos del padre fue otorgada al hijo durante la Edad Media, hasta que fue vindicado por Rafael de Volterra y Justo Lipsio.